# Острова Сэйнт-Алауарн
Острова Сэйнт-Алауарн (англ. St Alouarn Islands) — группа островов и скал к юго-востоку от мыса Луин в Австралии, примерно 11 км от Огасты в заливе Флиндерса.

## История
В 1772 году Луи Алено де Сент Алоюарн открыл Острова Сэйнт-Алауарн в рамках экспедиции Кергелена, впоследствии острова были названы в 1792 году в честь капитана экспедиции французским мореплавателем Антуаном де Брюни .

## Примечание
1. ↑  Мюррей, Ян и Херкок, Мэрион. Где на побережье это? = Where on the Coast is That? (англ.). — Карлайл, Западная Австралия: Hesperian Press, 2008. — ISBN 978-0-85905-452-2.